# Älvsborgs församling
Älvsborgs församling är en församling i Göteborgs södra kontrakt i Göteborgs stift. Församlingen ligger i Göteborgs kommun i Västra Götalands län och ingår i Västra Frölunda pastorat.

## Administrativ historik
Församlingen bildades 1967 genom en utbrytning av förutvarande Älvsborgs kyrkobokföringsdistrikt ur Västra Frölunda församling och utgjorde sedan till 2018 ett eget pastorat, för att därefter ingå i Västra Frölunda pastorat. Samtidigt 1967 överfördes stadsdelen Nya Varvet från Carl Johans församling och Älvsborgsön från Lundby församling.

## Kyrkor
- Älvsborgs kyrka
- Furåsens kyrka

## Series pastorum
Kyrkoherde i församlingen har i nutid varit Annika Larsson, som även var kontraktsprost i Älvsborgs kontrakt.

## Areal
Älvsborgs församling omfattade den 1 januari 1976 en areal av 18,5 kvadratkilometer, varav 11,0 kvadratkilometer land.